# Marie Molijn
Maria Marie Aletta Fennigje MolijnMolijn (* 19. November 1837 in Rotterdam; † 21. Februar 1932 in Den Haag) war eine niederländische Malerin.

## Leben und Werk

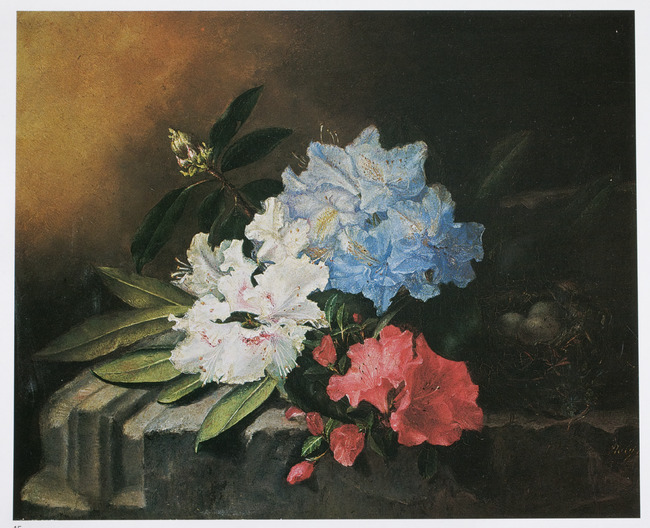
Stillleben mit Rhododendron

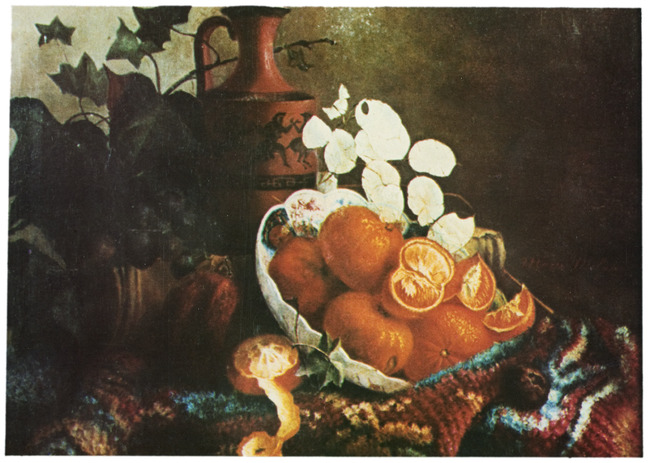
Stillleben mit Citrusfrüchten

Marie Molijn wurde am 19. November 1837 in Rotterdam geboren. Ihre Schwester war die Malerin Ida Molijn (1849–1939). Sie zog im Jahr 1901 nach Den Haag. Molijn war eine Malerin von Blumen- und Früchtestillleben, ihre Schwester Ida Malerin von Blumenstillleben und Genrebildern.